# 張垣 (崇禎丁丑進士)
張垣（？—？），號五瞻，雲南通海县籍浙江嘉兴人，明朝政治人物、同進士出身。

## 生平
崇禎九年（1636年）丙子科雲南鄉試第十八名舉人，崇禎十年（1637年）登丁丑科會試第一百九十七名，廷試二甲第三十五名進士。户部觀政，十三年授任南直隶揚州府高邮州知州，乙酉年（1645年）升户部河南司员外郎。

## 家族
曾祖张汝皋，乡耆；祖张讷，恩官饮宾；父张耀台，庠生。